# Gmelinol
Gmelinol con fórmula química C22H26O7 es un lignano. (+)-Gmelinol puede ser aislado del duramen de Gmelina arborea. Este compuesto químico, junto con otros cuatro se encuentran también en la misma especie, (+)-7′-O-ethyl arboreol, (+)-paulownin, (+)-epieudesmin y (−)-β-sitosterol, mostrando actividad antifúngica contra Trametes versicolor.